# 隋世昌
隋世昌，元朝将领，祖先登州栖霞，迁居莱阳（今山东省莱阳市）。金朝降将隋宝的儿子。
隋世昌涉猎书史，善于骑射，使浑铁枪，重四十余斤。1253年，选充队长。守海州，攻南宋涟水城，有功，升马军千户。中统三年（1262年），为步军千户，守行村海口。至元元年（1264年），授任莱阳县诸军奥鲁长官。至元七年（1270年），为淄莱万户府副都镇抚，守万山堡。后来参与攻取襄阳、樊城，又入汉江，破沙洋，攻新城，战丁家洲，进围扬州，有战功，前后数百战，全身皆金疮。至元十七年（1280年），升管军万户。至元二十三年（1286年），为沂郯上副万户。六十一岁病故。追封定海郡侯，谥忠勇。